# 7人の偉人
「7人の偉人」（しちにんのいじん、The Magnificent Seven）は、イギリスのパンク・ロックバンド、ザ・クラッシュのシングル曲。アルバム『サンディニスタ!』からの3番目のシングルカットである。全英シングルチャートでは最高34位。

## 概要
シュガーヒル・ギャングやグランドマスター・フラッシュといった、ニューヨークのオールドスクール・ヒップホップのラップがヒントになっている。ラップという当時まだ生まれたばかりの新しいジャンルにバンド、とりわけミック・ジョーンズは非常に感銘を受け、リズムボックスをどこにでも持ち歩くようになる。そのため、ジョーンズは「ワック・アッタック (Whack Attack)」とあだ名された。ニューヨークのエレクトリック・レディ・スタジオで1980年4月に録音された。ベース・ルーティンはザ・ブロックヘッズのノーマン・ワット＝ロイによるものである。ジョー・ストラマーは録音現場で詞を書いた。これは『サンディニスタ!』のもう一つのラップ曲「ライトニング・ストライクス」も同様である。「7人の偉人」はロックバンドが作った最初のオリジナル・ラップ曲であり、政治的、社会的主張を込めた最初の一例であるとされている。白人による最初のラップレコードであり、ブロンディの「ラプチュアー」より6か月早かった。
アメリカのチャートにランクインすることはなかったが、アンダーグラウンドではヒットし、アングラ局やカレッジラジオでは繰り返し流された。公式のB面曲「マグニフィセント・ダンス」や、特にWBLSの「ダーティ・ハリー」と名付けられたオリジナル・リミックスなど、様々なリミックスも有名で、『クラッシュ・イン・ブロードウェー』のような海賊版でも聴くことができる。
1981年にはB面に「ストップ・ザ・ワールド」を収録し、新たなジャケットで再発売された。

## マグニフィセント・ダンス
「マグニフィセント・ダンス」は「7人の偉人」のダンス・リミックス曲。「ペペ・ウニドス」とクレジットされているが、これはストラマー、シムノンとマネージャーのバーニー・ローズの共同ペンネームである。ウニドスは「ザ・コール・アップ」のリミックス「ザ・クール・アウト」もプロデュースしている。このダンス・ヴァージョンは原曲のグルーヴを確実に利用しつつ、クールなドラムを加えている。

## 順位
| チャート                       | 最高順位 | 日付 |
| ------------------------------ | -------- | ---- |
| 全英シングルチャート           | 34       |      |
| ビルボード：クラブで流された曲 | 21       | 1982 |